# Gwyneth of the Welsh Hills
Gwyneth of the Welsh Hills é um filme mudo de romance dramático britânico de 1921, dirigido por Floyd Martin Thornton e estrelado por Madge Stuart, Eille Norwood e Lewis Gilbert.
Foi baseado em um romance de Edith Nepean.

## Elenco
- Madge Stuart como Gwyneth
- Eille Norwood como Senhor Pryse
- Lewis Gilbert como Davydd Owen
- Harvey Braban como Gwylim Rhys
- R. Henderson Bland como Shadrack Morgan
- Elizabeth Herbert como Megan Powers
- Gladys Jennings como Blodwen
- Dalton Somers como Denis
- Joseph Tozer como Evan Pryse
- Robert Vallis como But Lloyd
- Sam Wilkinson como Shores
- Mrs. Hubert Willis como Jan Rhys